# Hat Full of Stars
Hat Full of Stars é o quarto álbum de estúdio da cantora  estadunidense Cyndi Lauper, lançado em 1993. A seleção de faixas inclui canções de cunho pessoal que abordam assuntos tabu e problemas sociais, tais como: miséria, aborto, racismo, abuso conjugal e incesto.
O lançamento nas lojas ocorreu quatro anos após o terceiro álbum de estúdio da cantora, A Night to Remember, de 1989, que recebeu críticas desfavoráveis e teve vendas baixas em comparação aos álbuns que o precederam.
Hat Full of Stars recebeu críticas positivas, mas foi mal recebido pelo público, conseguindo discos de ouro apenas no Japão e na França. Nas paradas de música, não entrou no Top 50 da maioria dos países em que apareceu.

## Produção e composição
As gravações ocorreram  em um número substancial de estúdios, a saber: The Hit Factory, Sigma Sound Studios, Messina Sound, Right Track, The Enchanted Cottage, The Ranch e no World Famous Orbit Sound. A coprodução é do artista de dance music Junior Vasquez, que adicionou aos arranjos o som típico de seus trabalhos da época; como tal, muitas das canções são mantidas juntas por loops sintéticos e percussão. As letras abordam questões como aborto ("Sally's Pigeons"), racismo ("A Part Hate"), abuso conjugal ("Product of Misery" e "Broken Glass") e incesto ("Lies").
A faixa "Product of Misery" foi inspirada por um professor de Lauper, Bob Barrell, que descrevia o cidadão da massa trabalhadora, como um "produto da miséria", e acreditava que "essa miséria gera miséria a menos que a corrente seja quebrada". Já "A Part Hate" foi concebida como uma canção antiapartheid e foi escrita originalmente para o segundo álbum de estúdio de Lauper, True Colors, mas não foi incluída porque sua gravadora sentiu que o tornaria muito político, já que havia um cover de "What's Going On" de Marvin Gaye e a faixa-título incluídas.
Lauper comentou que gostaria que sua voz tivesse sido mais bem projetada. Ela trabalhou com um treinador vocal em Sisters of Avalon, tal informação é mencionada no encarte do disco. Sobre ter esperado tanto tempo para um novo lançamento a cantora falou: "Qualquer pessoa precisa planejar o que deseja, por isso o disco me custou tanto tempo. Essas 12 faixas são pequenos testemunhos dos acontecimentos e injustiças da vida".
A capa foi inspirada em uma fotografia da atriz Mary Pickford, tirada pelo fotógrafo Nelson Evans, nos anos de 1920.

## Singles
"Who Let in the Rain", o primeiro single, foi lançado em 22 de junho de 1993. A produção é do DJ Junior Vasquez junto com Lauper, enquanto a letra e a música vem da parceria entre Lauper e Allee Willis. O single físico incluiu como B-side a música "Cold". Sobre a canção, Mike DeGagne, do AllMusic, escreveu que é uma das "experimentações corajosas" presentes no álbum. Larry Flick, da Billboard pontuou que: "Já se passou muito tempo desde que a voz única de Cyndi encheu as ondas de rádio pop. Ela provavelmente será calorosamente recebida de volta com esta balada triste e introspectiva", e acrescentou que: "[a] faixa cresce a partir de uma sonoridade suave, como no clássico "Time After Time" de Lauper, construindo um clímax apropriadamente emocional". Mark Millan, do The Daily Vault observou que "o clima [pesado do álbum] é aliviado com o toque de R&B de "Who Let In The Rain". Alan Jones, da Music Week, a definiu como "um caso agradável e discreto que se constrói muito bem sem nunca explodir completamente." Lauper regravou a canção em Shine, que foi lançado no Japão, em 2004. Em relação as paradas de sucesso, nos Estados Unidos, não entrou na Billboard Hot 100, e apareceu somente na posição de #33 da Adult Contemporary, da mesma revista. Na Europa, o sucesso foi modesto, apareceu no top 40 do UK Singles Chart e #12 na Nova Zelândia. Na Austrália apareceu na posição de #109.
"That's What I Think" foi lançada como o segundo single. Produzida por Lauper e Junior Vasquez, apareceu no top 40 de alguns países e foi um hit dance nos Estados Unidos, graças aos seus remixes. Um videoclipe foi produzido para promovê-lo, dirigido pela própria cantora, mostra fãs explicando o que a música significa na vida deles. Mike DeGagne, do AllMusic a considerou uma das "mais promissoras" das onze faixas. Larry Flick, da Billboard, escreveu: "Com esse shuffler pop com injeção de funk, Lauper oferece o que pode ser seu single mais comercial e charmoso em muito tempo." Ele acrescentou que: "o vocal rouco é emoldurado por guitarras se contorcendo e trompas florescentes, infiltrando-se em uma linha de baixo limpa e muscular. E o refrão fofo é divertido para cantar junto." Mark Millan, do Daily Vault, considerou-a muito boa, sobretudo por trazer um "comentário social contundente". James Masterton, a definiu como uma "faixa habilmente construída" em seu comentário semanal sobre as paradas britânicas. Holly George Warren, da Rolling Stone, elogiou o "throaty belting" de Lauper.
"Sally's Pigeons" foi lançada como o terceiro single na maioria dos países. Foi coescrita com Mary Chapin Carpenter, e é inspirada na história de uma amiga de infância da cantora, que em sua adolescência engravidou, fez um aborto em um beco e morreu como resultado. Lauper, que era um fã desde a infância do cantor inglês Elton John, presta uma homenagem a ele, com referências a canção "Tiny Dancer" , por ser uma música que sempre a fazia chorar. O videoclipe traz a participação de Julia Stiles, ainda em início de carreira, além da ex-modelo da Ford, Valerie Mendler e Blaze Berdahl (interpretando a Sally). Na edição de 23 de dezembro de 1995, da revista Billboard, a canção foi mencionada na seção "The Critics 'Choice", por Chuck Taylor, o editor de rádio da revista, que listou a compilação Twelve Deadly Cyns ...and Then Some, de 1995, na sexta posição, e elegeu a canção "Sally's Pigeons" como ponto alto do do disco. Mark Millan, do The Daily Vault, a definiu como "muito boa" e "de partir o coração".
"Hat Full of Stars" foi o quarto e último single, seu lançamento ocorreu apenas no Japão.

## Recepção critica
| Críticas profissionais | Críticas profissionais |
| Avaliações da crítica  | Avaliações da crítica  |
| Fonte                  | Avaliação              |
| ---------------------- | ---------------------- |
| AllMusic               | [ 11 ]                 |
| Rolling Stone          | [ 23 ]                 |
| People                 | Favorável              |
| Entertainment Weekly   | (B)                    |
| Manchete               | Favorável              |

A recepção dos críticos de música foi, em maioria, positiva. 
Holly George Warren da revista Rolling Stone o avaliou com quatro de cinco estrelas e escreveu que este é o álbum "mais ambicioso" de Lauper. Elogiou os vocais da cantora ("sua voz multioctave nunca soou melhor, atingindo agudos, graves e tudo mais") e os arranjos, por sua combinação "imaginativa" de R&B, sustentada por pilares da dance music.
A revista People fez uma crítica favorável, na qual foi dito que seu ponto forte "é a maneira como Lauper deixa seus sentimentos e opiniões, alguns até sombrios, emergirem naturalmente". A revista finaliza a crítica afirmando que a "energia maluca que tornava Lauper perfeita para os go-gos dos anos 80 quase acabou, mas o pop rock de olhos claros de Hat [Full of Stars] fornece alimento dos anos 90 para o corpo e a alma."
Tom Sinclair da Entertainment Weekly avaliou com uma nota  "B" e notou que a diversidade de ritmos e escolhas vocais foram feitas para cair no gosto de diferentes tipos de público. Ele concluiu que os fãs antigos de Lauper "provavelmente não ficarão desapontados", mas que estava cético sobre a capacidade do álbum de angariar um novo público para a cantora.
Mike DeGaggne, do site AllMusic, avaliou com uma estrela e meia de cinco e escreveu que a cantora "soa muito mais atraente e agradável como uma cantora pop efervescente, enveredando por um material mais simplista e alegre, do que ao tentar explorar canções moderadamente opinativas", que, segundo ele, "é o que acontece na maior parte de Hat Full of Stars".
O crítico da revista brasileira Manchete fez uma resenha favorável, na qual chamou o disco de "rico e denso", "muito bem produzido" e "variado e agradável de ouvir", além de dizer que a cantora provou que "há vida inteligente no pop".

## Desempenho comercial
Comercialmente, o sucesso foi limitado, devido à falta de promoção por parte da gravadora de Cyndi. Foi considerado uma decepção comercial nos Estados Unidos e, apesar de algumas críticas positivas, estagnou no número 112 na parada de álbuns Billboard 200. Até 2003, conseguiu vender 119.000 cópias nos Estados Unidos, de acordo com a Nielsen SoundScan.
No exterior o desempenho foi melhor, destacando-se, sobretudo, no Japão e na França, países onde ganhou um disco de ouro, por vendas superiores a cem mil cópias. No Japão, passou um total de sete semanas na parada de álbuns, tendo seu pico na posição de número quinze. Na França, estreou em #10 antes de atingir seu pico, na posição de #9, na semana seguinte. Esta foi a maior estreia e pico da cantora na França, onde permaneceu no Top 40 por sete semanas.
Em outros países europeus as posições nas paradas forma mais baixas. Na Alemanha, Hat Full of Stars entrou na parada em #84 e atingiu o seu pico, em #52, duas semanas depois, passando um total de nove semanas no Top 100. Na parada de álbuns da Suíça, permaneceu por quatro semanas, entrou na posição de #34 e subiu duas posições até chegar ao pico na sua segunda semana. No Reino Unido o lançamento ocorreu em novembro, entrou na parada de álbuns na posição de #56, antes de cair na semana seguinte.

## Lista de faixas
- Créditos retirados do encarte do álbum Hat Full Of Stars, de 1993.[3]

| N.º | Título                 | Compositor(es)                                       | Duração |  |
| 1.  | "That's What I Think"  | Cyndi Lauper, Eric Bazilian, Rob Hyman, Allee Willis | 4:39    |  |
| 2.  | "Product of Misery"    | Lauper, Bazilian, Hyman                              | 4:11    |  |
| 3.  | "Who Let in the Rain"  | Lauper, Willis                                       | 4:37    |  |
| 4.  | "Lies"                 | Lauper, Willis                                       | 3:40    |  |
| 5.  | "Broken Glass"         | Lauper, Marv DePeyer, Junior Vasquez                 | 5:34    |  |
| 6.  | "Sally's Pigeons"      | Lauper, Mary Chapin Carpenter                        | 3:48    |  |
| 7.  | "Feels Like Christmas" | Lauper, Bazilian, Hyman                              | 4:35    |  |
| 8.  | "Dear John"            | Lauper, Bazilian, Hyman                              | 3:40    |  |
| 9.  | "Like I Used To"       | Lauper, Willis                                       | 4:28    |  |
| 10. | "Someone Like Me"      | Lauper, Bazilian, Hyman, Willis                      | 4:07    |  |
| 11. | "A Part Hate"          | Lauper, Tom Gray,David Thornton                      | 4:56    |  |
| 12. | "Hat Full of Stars"    | Lauper, Nicky Holland                                | 4:28    |  |

## Tabelas
| Tabela musical (1993)              | Melhor posição |
| ---------------------------------- | -------------- |
| Canadian Albums (The Record)       | 68             |
| European Albums (Top 100)          | 38             |
| French Albums (SNEP)               | 9              |
| German Albums (Offizielle Top 100) | 52             |
| Italian Albums (Hit Parade Italia) | 35             |
| Japanese Albums (Oricon)           | 15             |
| South African Albums (RISA)        | 67             |
| Suíça (Schweizer Hitparade)        | 32             |
| Reino Unido (UK Albums Chart)      | 56             |
| Estados Unidos (Billboard 200)     | 112            |
| Zimbabwean Albums (ZIMA)           | 7              |

| Tabela musical (1993) | Posição |
| --------------------- | ------- |
| French Albums (SNEP)  | 94      |

## Certificações e vendas
| Região                                                                                             | Certificação | Vendas   |
| -------------------------------------------------------------------------------------------------- | ------------ | -------- |
| Estados Unidos                                                                                     | —            | 119,000  |
| França (SNEP)                                                                                      | Ouro         | 139,300  |
| Japão (RIAJ)                                                                                       | Ouro         | 100,000* |
| *números de vendas baseados somente na certificação ^distribuições baseadas apenas na certificação |              |          |